# Алиабад-э-Пошт-э-Шехр
Алиаба́д-э-Пошт-э-Шехр, или Алиаба́д-э-Пошт Шехр, или Алиаба́д-э-Пошт, или Алиаба́д (перс. علياباد پشت شهر‎) — небольшой город на западе Ирана, в провинции Хамадан. Входит в состав шахрестана Хамадан и является одним из северных пригородов его одноимённого центра. На 2006 год население составляло 4 453 человека.

## География
Город находится в центральной части Хамадана, в горной местности, на высоте 1 761 метра над уровнем моря.
Алиабад-э-Пошт-э-Шехр расположен на расстоянии приблизительно 2-3 километров к северу от Хамадана, административного центра провинции и на расстоянии 265 километров к юго-западу от Тегерана, столицы страны.